# Saint-Servais, Finistère

Saint-Servais este o comună în departamentul Finistère, Franța. În 1 ianuarie 2022 avea o populație de 789 de locuitori.